# Castillo de Olcaf
El castillo de Olcaf u Olocaf es un castillo situado en el término municipal de Olocau del Rey (provincia de Castellón), se encuentra a unos 800 metros al oeste de la población, sobre una montaña de 1203 metros de altura.

## Descripción
Se trata de una construcción del siglo X de origen árabe de tipo montano y medio porte, con tres recintos escalonados no concéntricos y planta de irregularidad dispersa.

## Historia
Suele identificarse con lo que fue fortificado por el Cid en 1084 y provocó la batalla de Morella contra el rey de la taifa de Lérida Al-Mundir al-Hayib y el de Aragón, Sancho Ramírez.
Fue donado por Alfonso II de Aragón a los Hospitalarios de San Juan de Jerusalén en la persona de Fray Armengol de Aspa. En 1264 fue permutado por el Castillo Real de Villafamés. En 1287, debido a su estado ruinoso, se incorporó, junto con las villas de Olocau, a los dominios territoriales de Morella. Tuvo una gran importancia en el ámbito de las luchas entre el Conde Urgell y Fernando I de Aragón, a la muerte del rey Martín el Humano.